# Gåsholma naturreservat
Gåsholma är ett naturreservat i Gävle kommun i Gävleborgs län.
Området är skyddat som naturreservat sedan 1972 och är 72 hektar stort. Det är beläget öster om Gåsholma och består av skärgårdsmiljö. De flacka öarna Gåsholmen och Synskär ingår i reservatet liksom många småöar och skär.

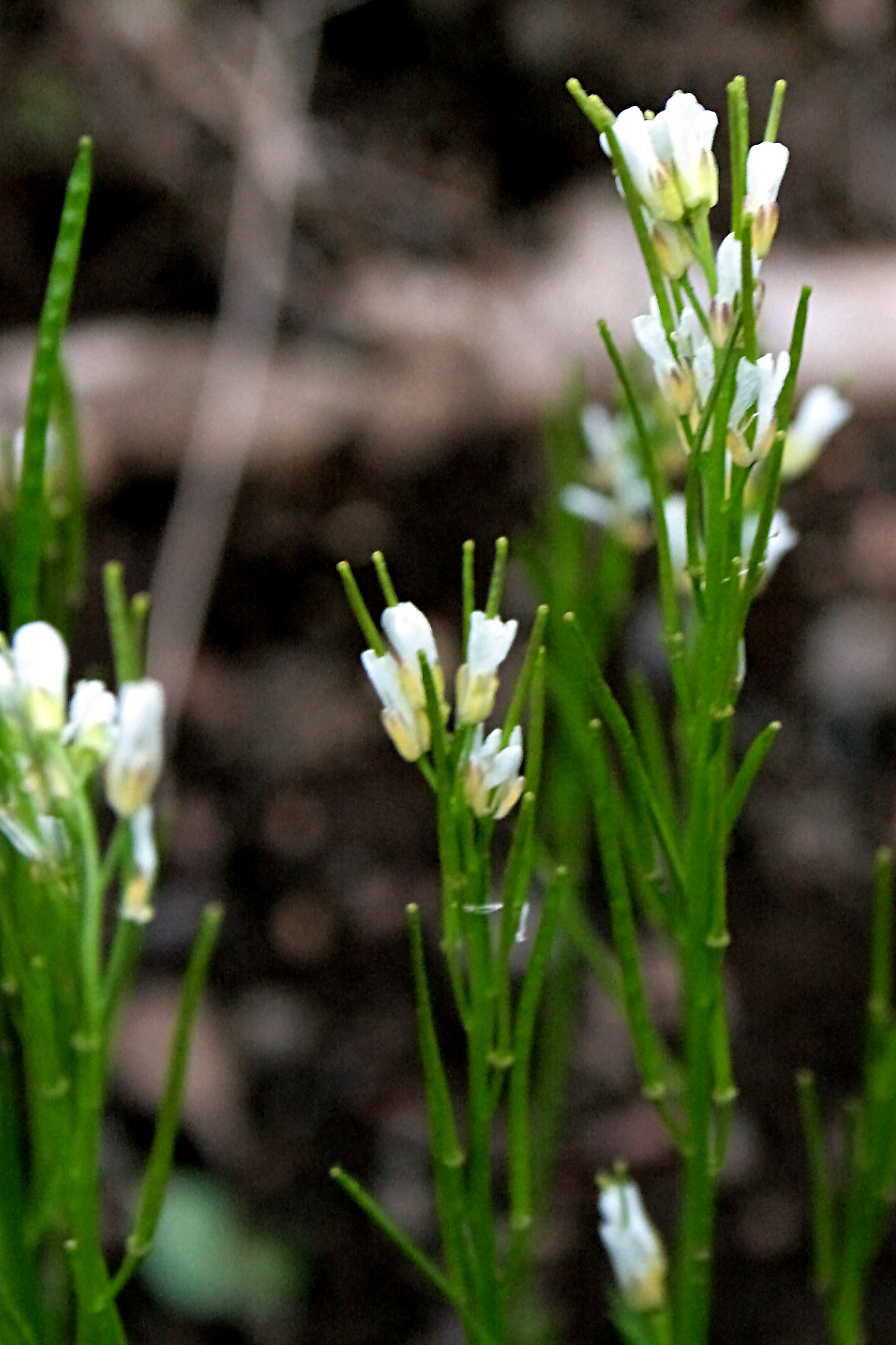
Lundtrav

I denna miljö finns ett rikt fågelliv där man bland annat kan få se storskrake, småskrake, tobisgrissla, strandskata och roskarl. 
De större öarna är till stor del klädda med skog. Stränderna är klippiga och blockrika. Där växer exempelvis nordlåsbräken, lundtrav, snårstarr, gullviva och vild gräslök. I ett näringsrikt kärr på Gåsholmen växer gul svärdslilja.
De grunda havsvikarna är viktiga lek- och uppväxtområden för flera fiskarter.
Spår efter bebyggelse finns på Gåsholmen i form av gamla husgrunder och vid ängsmarkerna finns det odlingsrösen.